# Църквището (светилище)
Мегалитното светилище Църквището е разположено на единственото доминиращо възвишение по долината на река Места край село Господинци (Област Благоевград). От изток то е притиснато от западните склонове на рида Дъбраш, а от запад от склоновете на Пирин планина. Видимостта му е само на юг към Гоцеделчевската котловина.

## Откритие
Светилището е регистрирано в края на 1970-те години от полския археолог Мечислав Домарадски. В този период Домарадски е научен ръководител на археологическа експедиция изследваща култовите обекти разположени по поречията на Струма и Места, той формулира и обособява проблемите на „светите места“ в Древна Тракия. В рамките на „Национална комплексна научноизследователска програма „Родопи“ в периода 1974 до 1979 г. са регистрирани общо 186 археологически обекта от различни епохи по билото на западните и южните склонове на Дъбраш. Информацията, събрана по време на теренните обхождания на „Експедиция Места“, е допълвана чрез сондажни проучвания на избрани обекти сред които и тези в местностите Градището и Църквището край село Господинци.

## Описание и особености
На самия връх се извисяват големи мегалитни късове, където в най-високата точка защитена от крепостен зид са регистрирани обработени каменни късове които са били съставната част на тракийското светилище. При върха непосредствено пред дупка оформена в монолитните скали се наблюдават две полегати гладко издълбани „ложи“ за жертвоприношения и вкопан в скалите улей „водещ“ от изток към запад. От дясната страна на реката до мястото на светилището е водел древен път останките на който могат да бъдат видени и днес.